# Catharina Elisabeth Heinecken
Catharina Elisabeth Heinecken (* 1683 in Lübeck; † 5. November 1757 in Lützen) war eine deutsche Blumenmalerin, Kunstgewerblerin und Alchemistin sowie Mutter eines vielbeachteten Wunderkindes.

## Leben

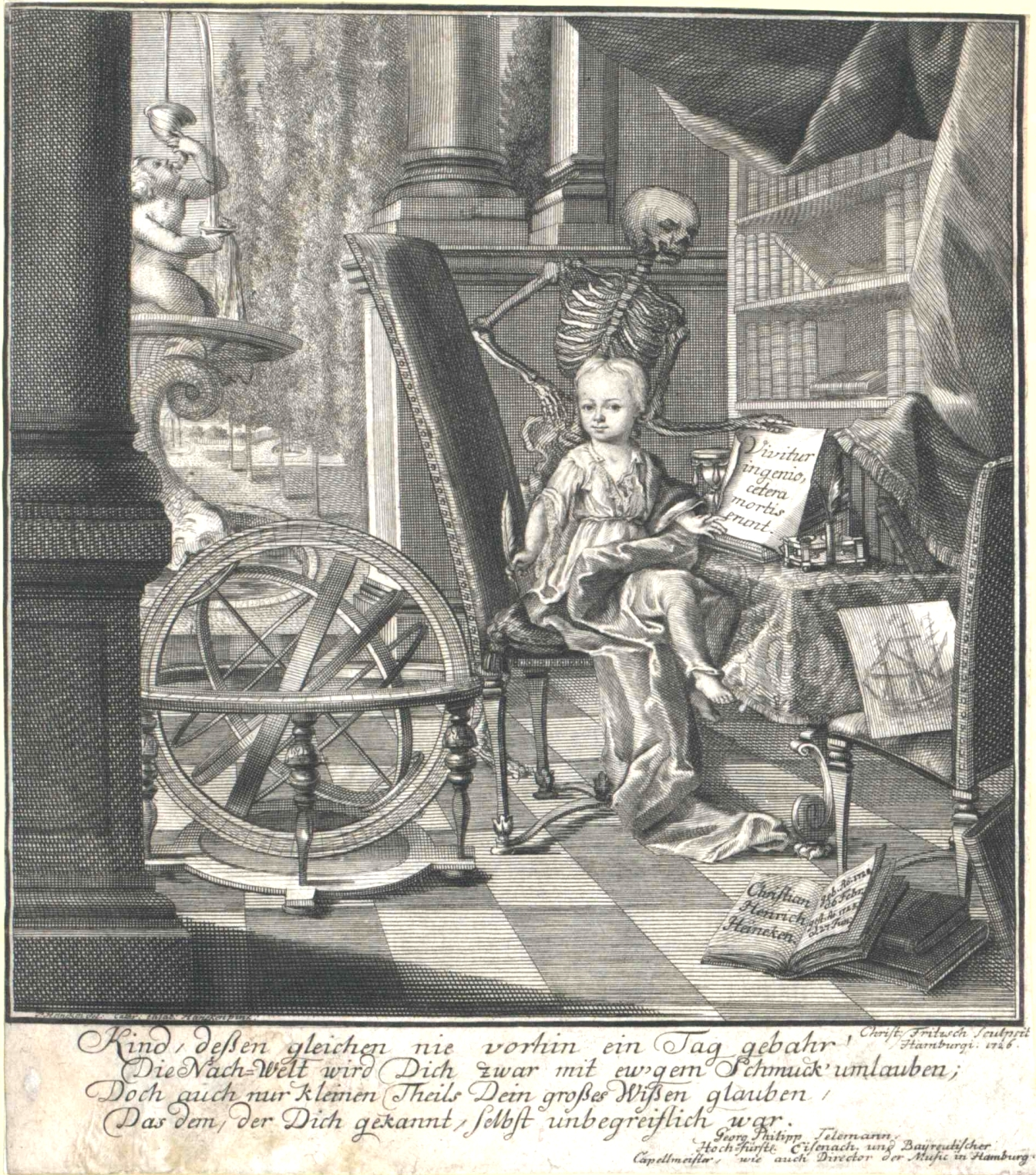
Christian Heinrich Heineken, Stich von Christian Fritzsch (1726) nach einem Gemälde von Catharina Elisabeth Heinecken

Catharina Elisabeth Heinecken war die Tochter des Malers Franz Oesterreich und die Stieftochter des Porträtmalers Karl Krieg. Sie heiratete den Maler Paul Heinecken. Gemeinsam bewohnten sie das Haus Königstraße 41 in zentraler Lage Lübecks, in dem sie ein Kaffeehaus einrichtete.
Aus der Ehe gingen der später nobilitierte Kunstsammler und Kunsthistoriker Carl Heinrich von Heineken und das Wunderkind Christian Henrich Heineken hervor; von ihrem ältesten Sohn Carl Heinrich rührt auch der größte Teil ihrer kunsthistorischen Überlieferung her. Als Kunstgewerblerin fertigte sie Krönchen und Kränzchen und vermietete diese an Hochzeitsgesellschaften. Sie schuf das Porträt ihres jüngeren Sohnes Christian Henrich, welches als Vorlage des weitverbreiteten Kupferstichs des Wunderkindes von Christian Fritzsch diente. Zugeschrieben wurde ihr ein Wappen in Grisaille im Besitz des St.-Annen-Museums. Ihr Enkel Carl Friedrich von Heineken (1752–1815) berichtete von ihren Fertigkeiten als Malerin von Blumen und Früchten. Nach seiner Überlieferung war sie eine besessene Alchemistin, die, zusammen mit Christian von Schöneich, dem Hausgast und Lehrer ihres Sohnes, ihr gesamtes Vermögen für diese Leidenschaft einsetzte. Sie starb bei ihrem älteren Sohn in Lützen.
Ihr von Balthasar Denner gemaltes Porträt befand vor 1922 in Privatbesitz der Freifrau Margarethe von Bischoffshausen, geb. von Heineken (1868–1952) auf Bollensdorf bei Dahme (Mark), heute Ortsteil von Ihlow.